# Michael Grosse (Intendant)
Michael Grosse (* 1961 in Ost-Berlin) ist ein deutscher Theaterregisseur, Schauspieler, seit 2010 auch Generalintendant und Geschäftsführer des Theaters Krefeld und Mönchengladbach.

## Leben
Michael Grosse ist der Sohn der Schauspielerin Annemarie Hermann und des Schauspielers Herwart Grosse. Er studierte an der Hochschule für Schauspielkunst „Ernst Busch“ Berlin.
Während seines Studiums inszenierte er von 1982 an am Landestheater Eisenach, dessen Oberspielleiter Schauspiel er nach Studienende 1985 bis 1989 wurde. Er wechselte dann in gleicher Position an die Bühnen der Stadt Zwickau von 1989 bis Ende 1990. Es schloss sich eine Zeit freiberuflicher Regie- und Schauspieltätigkeit an den Bühnen der Stadt Magdeburg, dem Theater Nordhausen, den Bühnen der Stadt Zwickau, dem Liebhabertheater Schloß Kochberg und dem Deutsch-Sorbischen-Volkstheater Bautzen an, dessen Intendanz Grosse in der Spielzeit 1991/92 übernahm.
Mit Beginn der Spielzeit 2010/11 übernahm Michael Grosse die Generalintendanz des Theaters Krefeld und Mönchengladbach. Zuvor war er von 1991 bis 1996 Intendant des Deutsch-Sorbischen Volkstheaters in Bautzen, 1996 bis 2000 Generalintendant des Theaters Altenburg-Gera und 2000 bis 2010 Generalintendant des Schleswig-Holsteinischen Landestheaters.
Grosse bestritt die Soloabende Ein Hochstapler erzählt und Kurzer 'Lehrgang' für Theaterbesucher nach Thomas Mann, Deutschland. Ein Wintermärchen von Heinrich Heine und den  Balladenabend Die Macht des Gesanges. Heine porträtiert er ein weiteres Mal in Heinrich Heine: Das Testament. Als Schauspieler trat er u. a. auf in Prinz Friedrich von Homburg, Was ihr wollt, Die Schneekönigin, Torquato Tasso, Kabale und Liebe, Laura und Lotte, Ingeborg, Amadeus, Dogville, Faschingsfee, Der Besuch der alten Dame, Die Fledermaus, Schuld und Sühne, Kein schöner Land, Glückliche Tage, Wilhelm Tell, Nathan der Weise, Drei Schwestern, Der Raub der Sabinerinnen, Wie es euch gefällt, Eine Volksfeindin, Kardinalfehler, MERLIN oder Das wüste Land, Orpheus in der Unterwelt, dem Musical Spamalot und dem Ballettabend Beethoven!.
Als Regisseur war Grosse freischaffend tätig in Nordhausen, Magdeburg und Brandenburg, als Oberspielleiter in Eisenach und Zwickau und während seiner Intendanzen in Bautzen, Altenburg/Gera und am Schleswig-Holsteinischen-Landestheater. Er brachte mehr als 100 Inszenierungen auf die Bühne.
Grosse ist verheiratet mit der Sängerin Gabriela Kuhn. Er ist Vater dreier Kinder.